# El candidato (telenovela)
El candidato (trad.: O Candidato) é uma telenovela mexicana exibida pela Azteca e produzida por Christian Bach, Humberto Zurita e Gerardo Zurita em 1999. 
Foi protagonizada por Humberto Zurita e Lorena Rojas com antagonização de Olivia Collins.

## Elenco
- Humberto Zurita .... Ignacio Santoscoy
- Lorena Rojas ....  Beatriz Manrique
- Olivia Collins .... Marycarmen Manrique de Santoscoy
- Claudio Obregón .... Juventino Manrique
- Martha Verduzco .... Griselda Austin
- Fernando Ciangherotti .... Abel Santana
- Arturo Beristáin .... Fortunato Santaella
- Roxana Chávez .... Gloria Ballesteros
- Mercedes Pascual .... Catalina Austin
- Roberto Blandón .... Adrián Cuevas
- Guillermo Gil .... Eliseo Prieto
- Annette Cuburu .... Ana María Mijares
- Stephanie Salas .... Perla Santoyo
- Constantino Costas .... Carlos Sagredo
- Nubia Martí .... Eugenia
- Libia Abihaid .... Brenda
- Marcela Alvarado .... Raquel
- Rodolfo Arias .... Lito Santoveña
- Juan Manuel Bernal .... Jerónimo Manrique
- Ana Borrás .... Priscila Galván
- René Campero .... Cirilo Mandujano
- Óscar Castañeda .... Mariano Canchola
- Angelina Cruz .... Dolores Armenta
- Alejandro Guerrero .... Plácido
- Lucía Muñoz .... Mayra
- Jorge Patiño .... Pepe Leaño
- Priscila Patiño .... Nina
- Rafael de Quevedo .... Ornelas
- David Rencoret .... Álvaro Canillas
- Mayra Rojas ....  Rocío
- Edwyn Sadot .... Beto
- Jesús Vargas .... Lucio Ovadía